# 류정운
류정운(2002년 4월 9일 ~)은 대한민국의 가수다. 2022년 싱글 앨범 [비구름]으로 데뷔했다.

## 방송
- 우리가 사랑한 그 노래 새가수 (2021) - 우승
- 싱어게인3 (2023) - Top77

## 음반
- 우리가 사랑한 그 노래, 새가수 Episode 2 (2021)
- 우리가 사랑한 그 노래, 새가수 Episode 7 (2021)
- 우리가 사랑한 그 노래, 새가수 Episode 9 (2021)
- 우리가 사랑한 그 노래, 새가수 Episode 10 (2021)
- 우리가 사랑한 그 노래, 새가수 MR (2021)
- 불후의 명곡 - 전설의 DJ 이금희와 함께하는 라디오 명곡 특집 2부 (2021)
- 비구름 (2022)
- 우리가 사랑한 그 노래 (2023)

### 얼리버드
- 우리가 사랑한 그 노래, 새가수 Episode 4 (2021)
- 우리가 사랑한 그 노래, 새가수 MR (2021)

## 작사
- 류정운 <비구름> (2022)